# Horehound
| Совокупная оценка          | Совокупная оценка |
| Источник                   | Оценка            |
| -------------------------- | ----------------- |
| AnyDecentMusic?            | 6.8/10            |
| Metacritic                 | 75/100            |
| Оценки критиков            |                   |
| Источник                   | Оценка            |
| AllMusic                   | [ 4 ]             |
| The Daily Telegraph        | [ 5 ]             |
| Entertainment Weekly       | B                 |
| The Guardian               | [ 7 ]             |
| The Independent            | [ 8 ]             |
| Los Angeles Times          | [ 9 ]             |
| MSN Music (Consumer Guide) | A−                |
| NME                        | 5/10              |
| Pitchfork Media            | 7.5/10            |
| Rolling Stone              | [ 13 ]            |

Horehound (с англ. — «Шандра») — дебютный студийный альбом американской рок-группы The Dead Weather, выпущенный 14 июля 2009 года на лейблах Warner Bros. Records и Third Man Records.

## Предыстория
Когда The Raconteurs выступали в Мемфисе, штат Теннесси, Джек Уайт потерял голос, и группа попросила Элисон Моссхарт из The Kills, с которой они гастролировали, спеть некоторые песни: она исполнила вокальные партии на «Steady, As She Goes» и «Salute Your Solution». Позже Уайт спросил её, не запишет ли она песню с ним и Джеком Лоуренсом. Они познакомились с Дином Фертитой в студии, и в тот вечер они исполнили не одну песню.
В конце концов они решили создать группу с Моссхартом в качестве солистки, Лоуренсом на басу, Фертитой на гитаре и клавишных и Уайтом на барабанах. Уайт утверждает, что хотел играть на барабанах в группе, заново открыв для себя игру на ударной установке после того, как сыграл в песне «Another Way to Die» с Алишей Киз. Он играл на барабанах в детстве в группе Goober & the Peas, прежде чем сформировать The White Stripes. Уайт сказал, что считает, что играть на соло-гитаре в другой группе было бы слишком излишним, и рассматривал это как возможность сделать что-то другое.

## Запись
В январе 2009 года Мосшарт, Фертита, Лоуренс и Уайт собрались вместе для импровизированного джема в студии Уайт Third Man Studio. За сессией последовали две с половиной недели написания и записи песен, в течение которых сформировалась группа The Dead Weather. «Вещи только начали происходить», — сказал Уайт. — «У нас не было направления. Мы просто исполняли по песне в день, по две песни в день, все, что могли, и записывали их на лету… Не было времени думать о том, что это было. Это просто было». Horehound был записан в студии всего за три недели.

## Выпуск
Первый сингл с альбома, «Hang You from the Heavens», был выпущен на iTunes 11 марта 2009 года, а на виниле — в апреле 18, 2009. «Treat Me Like Your Mother» был выпущен в качестве второго сингла с альбома 25 мая, 2009. Третьим синглом с альбома должен был стать «I Cut Like a Buffalo», и он включал кавер-версию песни The West Coast Pop Art Experimental Band «A Child of a Few Hours is Burning to Death» в качестве би-сайда. Альбом дебютировал на 6-м месте в американском чарте Billboard 200 и на 14-м месте в UK Album Charts. По данным Nielsen SoundScan, по состоянию на 2010 год продажи в США превысили 163 000 копий.

## Список композиций
| №   | Название                      | Автор(ы)                           | Длительность |
| --- | ----------------------------- | ---------------------------------- | ------------ |
| 1.  | «60 Feet Tall»                | Элисон Моссхарт/Дин Фертита        | 5:33         |
| 2.  | «Hang You from the Heavens»   | Моссхарт/Фертита                   | 3:39         |
| 3.  | «I Cut Like a Buffalo»        | Джек Уайт                          | 3:28         |
| 4.  | «So Far from Your Weapon»     | Элисон Моссхарт                    | 3:40         |
| 5.  | «Treat Me Like Your Mother»   | Моссхарт/Уайт/Фертита/Джек Лоуренс | 4:10         |
| 6.  | «Rocking Horse»               | Моссхарт/Уайт                      | 2:59         |
| 7.  | «New Pony»                    | Боб Дилан                          | 3:58         |
| 8.  | «Bone House»                  | Моссхарт/Уайт/Фертита/Лоуренс      | 3:27         |
| 9.  | «3 Birds»                     | Моссхарт/Уайт/Фертита/Лоуренс      | 3:45         |
| 10. | «No Hassle Night»             | Моссхарт/Уайт                      | 2:56         |
| 11. | «Will There Be Enough Water?» | Уайт/Фертита                       | 6:20         |

Издание для iTunes
| №   | Название  | Автор(ы)        | Длительность |
| --- | --------- | --------------- | ------------ |
| 12. | «Outside» | Downliners Sect | 2:50         |

## Участники записи
- Элисон Моссхарт — вокал, ритм-гитара
- Дин Фертита — соло-гитара, орган, фортепиано, синтезатор, бэк-вокал
- Джек Лоуренс — бас-гитара, бэк-вокал, ударные
- Джек Уайт — барабаны, гитара, вокал

## Чарты
| Chart (2009)                           | Peak position |
| -------------------------------------- | ------------- |
| Австралия (ARIA)                       | 48            |
| Австрия (Ö3 Austria)                   | 43            |
| Бельгия/Фландрия (Ultratop)            | 24            |
| Бельгия/Валлония (Ultratop)            | 39            |
| Канада (Canadian Albums Chart)         | 7             |
| Франция (SNEP)                         | 19            |
| Германия (Offizielle Top 100)          | 65            |
| Ирландия (IRMA)                        | 56            |
| Нидерланды (Album Top 100)             | 63            |
| Норвегия (VG-lista)                    | 26            |
| Швейцария (Schweizer Hitparade)        | 14            |
| Новая Зеландия (RMNZ)                  | 24            |
| Великобритания (UK Albums Chart)       | 14            |
| США (Billboard 200)                    | 6             |
| США (Billboard Top Alternative Albums) | 1             |
| США (Billboard Top Rock Albums)        | 2             |
| США (Billboard Top Tastemaker Albums)  | 1             |

## Сертификации
| Регион                                                       | Сертификация | Продажи |
| ------------------------------------------------------------ | ------------ | ------- |
| Великобритания (BPI)                                         | Серебряный   | 60 000* |
| * Данные о продажах приведены только на основе сертификации. |              |         |